# Nuevo Milenio Valdivia
Nuevo Milenio Valdivia es una localidad del estado mexicano de Chiapas. Es parte del municipio de Mapastepec.

## Demografía
| Gráfica de evolución demográfica |
|                                  |

| Censo | Población |
| ----- | --------- |
| 1921  | 61        |
| 1930  | 121       |
| 1940  | 250       |
| 1950  | 414       |
| 1960  | —         |
| 1970  | 147       |
| 1980  | 1 644     |
| 1990  | 1 910     |
| 2000  | 1 684     |
| 2010  | 1 789     |
| 2020  | 1 479     |